# Siguang Ri
Siguang Ri – szczyt w Himalajach. Leży w Chinach, blisko granicy z Nepalem. Jest to 83 szczyt Ziemi.
Pierwsze wejście miało miejsce w 1989 r.